# Eunidia fuscomarmorata
Eunidia fuscomarmorata là một loài bọ cánh cứng trong họ Cerambycidae.